# Napier-Komplex
Der Napier-Komplex ist ein kratonisierter Krustenblock archaischem Alters. Er ist charakterisiert durch Metamorphosen unter ultrahohen Temperaturen und mehrfachen starken Deformationen. Dieser Komplex liegt am nördlichen Rand der ostantarktischen Rayner-Provinz. Die frühesten Protolithe (Ausgangsgesteine) datieren auf 3850 mya. Sie sind die ältesten Gesteine in Ostantarktika und zählen neben dem kanadischen Acasta-Gneis zu den ältesten weltweit. Im Gesteinspektrum überwiegen ultrahochhochtemperatur-metamorphierte tonalitische-granodioritische Orthogneise.
Die archaische plattentektonische Formierung des Napier-Komplexes ist noch wenig verstanden. Dieser kollidierte zusammen mit der Rayner-Provinz im Zeitraum der Grenville-Orogenese die zur Formierung des Superkontinents Rodinia führte, erstmals mit den südöstlichen Randbereichen Groß-Indiens. Die Trennung erfolgte um 124 mya während des Zerfalls Ostgondwanas, wodurch sie Bestandteile des heutigen Ostantarktikas wurden.

## Erstreckung

Karte von Antarktika
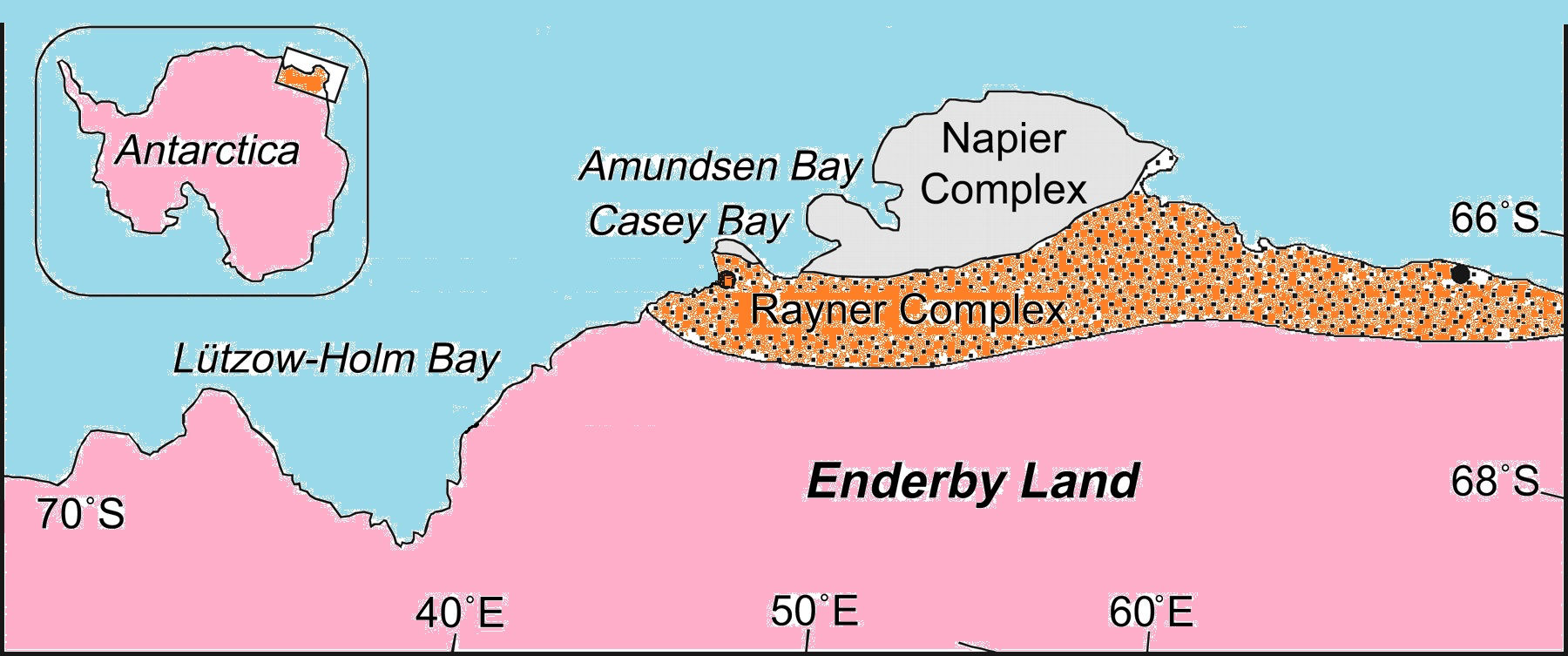
Lage des Enderbylandes mit dem Napier-Komplex, der Rayner-Provinz und dem Lützow-Holm-Komplex
Vereinfachte geologische Karte des Enderbylandes

Der Napier-Komplex tritt an den Rändern vom Enderbyland zu Tage und ist dort dem orogenen Gürtel der Rayner-Provinz vorgelagert. Er ist aufgeschlossen über eine Fläche von ca. 400 mal 200 Quadratkilometer.

## Protolithe und Gesteine
Der Napier-Komplex repräsentiert einen über einen langen Zeitraum hochgradig metamorphierten und mehrfach unter hohem Druck stark deformierten kratonisierten Krustenblock. Die ältesten Gesteine bildeten sich im Eoarchaikum vor mehr als 3850 mya, die aus Protolithen (Ausgangsgesteine) von Tonalit-Trondhjemit-Granodiorit-Krustenkomplexen (siehe → TTG-Komplex) hervorgingen. Das Alter wurde anhand von Zirkonproben ermittelt. Es repräsentiert das älteste Gestein Antarktikas. Diese bestehen aus tonalitischen Orthogneisen. Sie entwickelten sich während felsischer magmatischer Aktivitäten und möglicherweise schon erster regionaler tektono-thermaler Ereignisse.
Die Protolithe des Napier-Komplexes bestanden aus Erdmantelgesteinen, wie Serpentinite und abgereicherten Peridotiten sowie magmatischem Tonalit-Trondhjemit-Granodioriten (TTG-Komplexe). Weiter waren basaltische bis komatiitische Gesteine und geringfügig Anorthosite vertreten. Die Sedimentprotolithe setzten sich aus Sedimenten verschiedener Kompositionen, verunreinigten Quarziten, Bändererzen und Kalksilikatfelsen zusammen. Dieses Spektrum von Protolithen, insbesondere die Komatiit-TTG-Assoziationen mit den Anorthositen erinnert an archaische Grünsteingürtel.
Das sich aus den Protolithen entwickelte Gesteinsspektrum bestand neben den vorherrschenden tonalitischen und granodioritischen pryroxenhaltigen Orthogneisen auch aus Enderbiten, granatführende granitische Gneisen, mafischen bis ultramafischen Granuliten und Paragneisen verschiedener Kompositionen.

## Chronologie der Gesteinsbildungen und Metamorphosen
Zwischen 3850 und 3770 mya kristallisierten die magmatischen Protolithe der ältesten Orthogneise. Die Zirkone stammen vom Mount Sones und der Gage Ridge in den Tula Mountains sowie den Fyfe Hills in der Caseybucht. Ähnliches Alter weisen auch die Paragneise um den Mount Sones, in der Caseybucht und in der Khmara Bay auf, deren dortige Orthogneise wahrscheinlich die Sedimentliefergebiete bildeten.
Um 3270 mya entstand tonalitsch-granodioritscher Magmatismus im Gebiet um den Mount Riiser-Larsen, der sich am Rand der Tula Mountains in der Küstenregion der Amundsenbucht erhebt.
Noch vor 2980 mya bildete sich eine suprakrustale Sequenz, die sich aus älteren magmatischen Orthogneisen bildete.
Um 2980 mya kristallisierten die Charnockite im Proclamation Island mit Ausbildung von lokalen Deformationen und moderatgradigen Metamorphosen. Diese Metamorphose dokumentiert den wahrscheinlich ältesten nachweisbaren tektono-thermalen Prozess.
Im gesamten Napier-Komplex entwickelten sich Verformungen mit Faltenbildungen. Sie erfassten Bereiche von ca. 200 mal 100 Kilometer Ausdehnung.
In den Napier Mountains und möglicherweise anderen Gebieten wurden Gesteine bei ultrahohen Temperaturen von 900 bis 1100 °C metamorph überprägt mit Ausbildung von Granulit-Fazies.
Von 2980 bis 2840 mya wurde die Napier-Kruste exhumiert mit begleitender Deponierung von weiteren suprakrustalen Sequenzen.
Zwischen 2840 und 2820 mya traten Deformationen mit Faltenbildungen und Metamorphosen älterer Kruste unter Ultrahochtemperatur-Konditionen sowie Ablagerung neuer suprakrustale Sequenzen in den Tula Mountains und Scott Mountains auf. Des Weiteren stiegen Intrusionen von Orthogneisen verschiedenen Alters auf.
Um 2840 mya nahmen Granitoide in den Napier Mountains Platz.
Zwischen 2840 und 2480 mya erfolgte Abkühlung von partiellen Krustenbereichen unter nahezu isobarischen Drücken zwischen 0,7 bis 1,0 Gigapascal.
Um 2630 mya ereignete sich auf Tonagh Island in der Amundsenbucht tonalitscher-granodioritscher Magmatismus.
Von 2480 bis 2450 mya folgten tektono-thermale Prozesse mit Faltenbildungen und Metamorphosen mit Ausbildung von Amphibolit-Fazies bis Granulit-Fazies. Außerdem stiegen Pegmatite auf.
Um 2410 mya bildeten sich an den Simmers Peaks die letzten Granite.
Um 2530 mya und zwischen 1900 und 1200 mya durchschlugen tholeiitische Dykes die vorhandenen Gesteinspakete. Beim ersteren Dyke-Ereignis wurden Tholeiite in beträchtlichen Krustentiefen während abnehmender Phasen der Granulit-Fazies-Metamorphosen eingelagert. Sie weisen eine komatiitische Affinität auf und stammen möglicherweise aus Quellen mit stärker angereicherten inkompatiblen Elementen. Nachgewiesen wurden diese Dykes in der Amundsenbucht. Die Dykes der zweiten Phase entsprechen typischen kontinentalen Tholeiiten. Deren geochemische Signatur ähnelt denen von ozeanischem Inselbasalt (OIB) oder angereichertem mittelozeanischem Rückenbasalt (E-MORB) (siehe auch Basalt Entstehung). Diese Dykes entwickelten sich entlang der Übergangszone zwischen dem Napier-Komplex und der Rayner-Provinz.

## Tektonische Entwicklung
Die petrographische Diversität der Gesteine, deren Platznahme und Metamorphosen lässt auf eine vielschichtige, langwierige und progressive geodynamische Entwicklung von verschiedenen TTG-Terranen unterschiedlichen Alters schließen. Deren Akkretion zum derzeitigen Gesteinskomplex ist noch unbekannt, da solche archaischen Prozesse nur wenig verstanden sind (siehe auch → Grünsteingürtel und TTG-Komplex). Jedoch weisen Krustenbestandteile im Napier-Komplex nach dem ersten großen regionalen magmatisch-metamorphen Ereignis um 2980 mya eine gemeinsame geodynamische Entwicklung auf.

## Erdgeschichtlicher Rahmen
Einige Hypothesen besagen, dass der Napier-Komplex mit der an ihn anschließenden Rayner-Provinz ursprünglich tektonischen Kontakt hatte mit den archaischen bis proterozoischen amphibolitischen-granulitischen südindischen Terranen des Dharwar-Kratons, Nilgiri-Madras-Blocks und der Ostghats. Abgeleitet wird dies u. a. aus ähnlich altem Tonalit-Magmatismus um 3300 mya und dem hochgradigen Metamorphismus um 2500 mya. Obgleich mehrere diesbezüglichen Übereinstimmungen bzw. Ähnlichkeiten bestehen, sind einige Ungereimtheiten oder Differenzen noch nicht ausgeräumt. Im Vergleich dazu formte sich der Rayner-Provinz während eines Akkretionsregimes zwischen 2400 und 1500 mya.

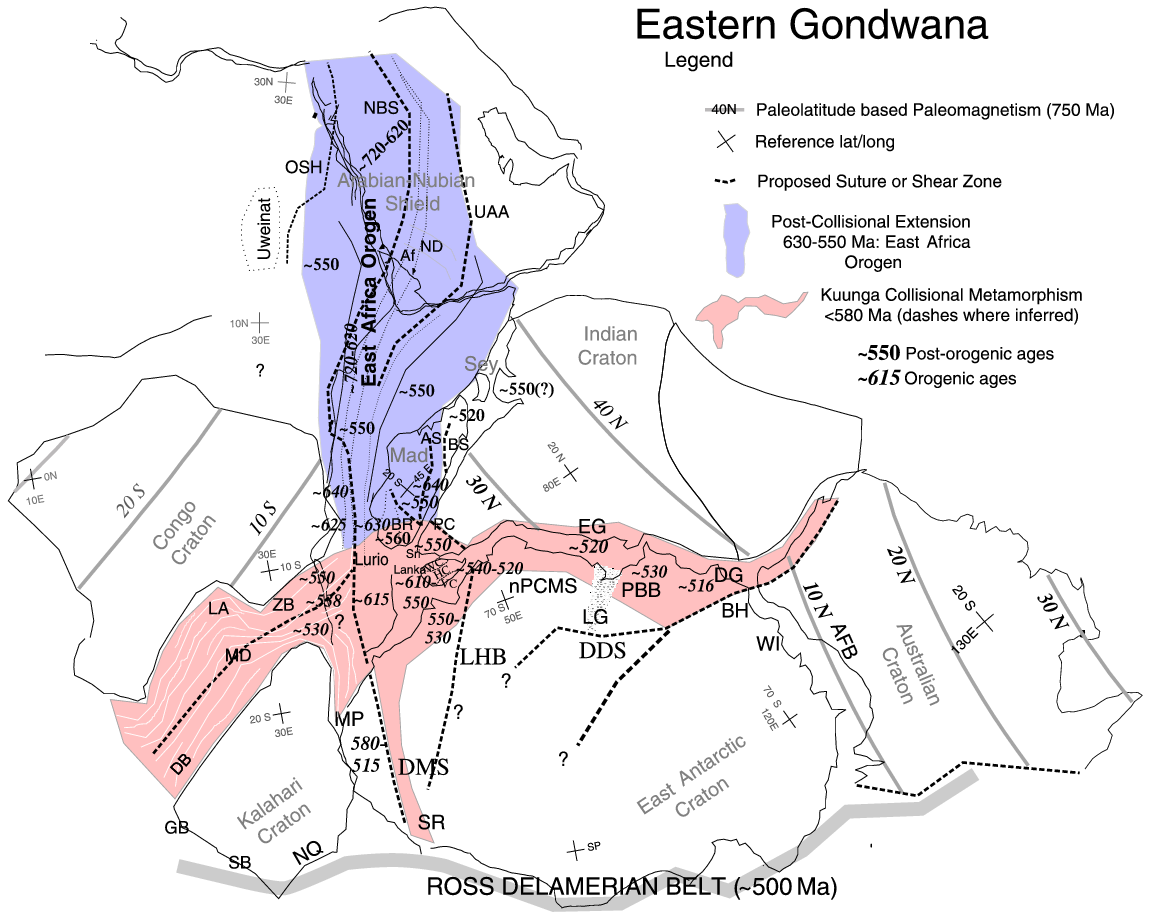
Erstreckung des rot markierten Kuunga-Orogens zwischen afrikanischen, ostantarktischen, indischen und australischen Kontinentalmassen

Besser belegt sind die plattentektonischen und orogenen Prozesse, die zur Formierung des Superkontinents Rodinias und später Ostgondwanas führten. Zwischen 1050 und 1000 mya kollidierten der Napier-Komplex und die Rayner-Provinz mit den südöstlichen Rändern von Proto-Indien. Dieser Zeitraum entspricht etwa der Grenville-Orogenese. Dabei wurden die beteiligten indischen und ostantarktischen Ränder tektono-thermisch überprägt. Es bildete sich auf ostantarktischer Seite ein quasi durchgehender orogener Gürtel, der sich vom Königin-Maud-Land im Westen bis zum Königin-Marie-Land im Osten erstreckt. Nach dem Zerfall Rodinias bildete sich Ostgondwana und Proto-Ostantarktika und Groß-Indien kollidierten während der Kuunga-Orogenese.
Deren Trennung erfolgte beim Zerfall Ostgondwanas mit der Separierung Proto-Ostantarktikas von Groß-Indien. Zeitnah trennte sich auch Proto-Australien. Die Trennung begann um 160 mya mit einer Blattverschiebung (strike-slip fault) zwischen dem heutigen Madagaskar und Indien, wodurch auch Proto-Ostantarktika einschließlich Proto-Australien verschoben wurde. Ozeanbodenspreizungen begannen ab 130 mya, und bis 124 mya entstand eine neue Lithosphärenplattengrenze zwischen Proto-Ostantarktika und Groß-Indien. Die Enderby Plain und der nordöstliche Proto-Indische Ozean öffnete sich. Der Napier-Komplex mit der Rayner-Provinz wurde von den Ostghats abgetrennt und verblieben als Bestandteil Proto-Ostgondwanas.